# ناحیه بانر، شهرستان افینگهام، ایلینوی
ناحیه بانر، شهرستان افینگهام، ایلینوی (به انگلیسی: Banner Township) یک منطقهٔ مسکونی در ایالات متحده آمریکا است که در شهرستان افینگهام، ایلینوی واقع شده‌است. ناحیه بانر ۴۵۶ نفر جمعیت دارد و ۱۹۵ متر بالاتر از سطح دریا واقع شده‌است.